# Una vita violata
Una vita violata è un film del 2009 diretto da Riccardo Sesani.